# پاشتریک
پاشتریک (به لاتین: Paštrik) یک کوه در آلبانی است. پاشتریک ۱٬۹۸۶ متر بالاتر از سطح دریا واقع شده‌است.